# 解約 (携帯電話)
携帯電話・PHSにおける解約（かいやく）とは、携帯電話・PHSの回線契約を解除することである。

## 解約について
携帯電話・PHSを利用しなくなった場合や、別の電話会社と契約を結びたい場合は、現在の会社との契約を解除できる。回線契約を解除すると、SIMカードは回収され、SIMカードを使わない端末は白ロムとなる。電話番号は一定期間が経過した後、再び利用される。プリペイド式携帯電話の場合、契約期間が過ぎると自動的に解約となるため、解約手続きは存在しない。
なお、割引サービスに加入している場合、解約することによって解約金（違約金）が発生する場合がある。また、テレビや音楽プレーヤーなどの機能をもつ端末の場合、解約後は使えなくなる機種もある。尚おサイフケータイ、dカードなどのアプリ設定をしている場合は、契約者自身での削除が必要である。
不正防止のため、運転免許証などの携帯電話不正利用防止法で定められた身分証明書書類（健康保険証や学生証等の場合は、これに加えて現住所が確認できる補助書類）が必要である。代理人（契約者本人以外）の場合は委任状（契約者の死去に伴う解約の場合は死亡診断書等契約者の死去が確認できる書類）が必要である。

### 番号ポータビリティでの解約について
番号ポータビリティを利用した場合は、移行元事業者が移行先事業者を通して送られたMNP予約番号を照合した後に、移行元事業者との契約は解除される。

## 強制解約
利用費滞納を一定期間続けると、強制的に解約される。この場合、解約されたキャリアに支払期限の切れた金額を全額納めない限り、最長で5年間、どのキャリアとも契約ができない。これは法律にのっとり、各キャリアで情報を共有しているからである。
この他、サービスが終了して停波した場合も強制的に解約される。この場合、停波から一定期間は同一の電話番号で再度同じキャリアのより新しいサービスまたは、他のキャリアのサービスの契約を新たに結ぶことが可能なことも多い。

## 即解約
携帯電話を新規で契約したあと、すぐに解約するユーザーがいる。即解約の目的としては、主に以下のことがあげられる。
- 携帯電話本体に付加された機能目当て
- 機種変更及び転売
- キャッシュバックの獲得

近年では、事業者側も短期解約歴のあるユーザーに対しては、新規契約を拒否もしくは条件付き（保証金の負担など）とする措置が取られている。その一方で、一括0円やキャッシュバックなどを目当てに番号ポータビリティを利用して一旦他事業者と契約した後、すぐに再度番号ポータビリティを利用して元の事業者と再契約する方法も行われている。

### 携帯電話本体に付加された機能目当て
デジタルカメラ・テレビ・音楽プレーヤーといった、携帯電話に付属されている機能を使う目的で、高性能な携帯電話を安く購入してすぐに解約し、デジタルカメラや音楽プレーヤー代わりとしてのみ使用することである。NTTドコモのP901iTVでは、ドコモとの回線契約を結ばなくともワンセグが視聴できる。
このような行為は、端末の販売において用いられているインセンティブ制度の破綻を招く行為であるとして、携帯電話会社を主として異論を唱える者もいる。最近はこうした目的での即解約を防ぐため、回線契約が結ばれていないとこれらの機能が使えないようにしている機種も多い。P901iTVを除く各社のワンセグ対応端末はSIMカード未挿入状態ではテレビは見られないようになっていたが、NTTドコモでは2008年11月に発表した「PRIME」「STYLE」「SMART」「PRO」シリーズより、SIMカード未挿入でもワンセグの視聴が可能となっている。一方、ソフトバンクの携帯電話はUIMカード未挿入の場合通信を伴わない機能も一切使用できない。

### 機種変更及び転売
機種変更や転売の為に端末を安価で購入する目的で、即解約を行うケースも見受けられる。
機種変更の場合、新規契約に比べて端末代金が高額になることが多いため、より新しい端末の入手を安価に行う目的で行うことがある。特に故障した場合で修理不能の場合、新機種の代金はもちろん今までの機種を分割で払っている場合はその代金も必要となることから、この方法が行われやすい（但し、最近は月数百円程度の保険に入ることで同一機種・同一色の端末と交換できる場合も多い）。
また中古ショップに売却する場合や下取りに出す場合、ある程度使いこんだ端末は査定が低くなる傾向にあるために、高い査定が期待できる新品端末を入手するためにこの方法が行われる。
それ以外にも、MNOと比べて利用料金が安価なMVNOへ移動するために、端末をMNOから購入後MNOを解約してMVNOへMNPするという方法も存在する。

### キャッシュバックの獲得
特に番号ポータビリティを利用して新規契約した場合、一括0円に加えて多額のキャッシュバックが来る場合があり、それを目当てに短期間（概ね数週間〜数か月）で番号ポータビリティーによる新規契約と解約を繰り返してより多くのキャッシュバックをもらうことを狙うユーザーも見受けられる。特に2013年末〜2014年春にかけては、過剰なキャッシュバック(1人あたり最低でも6万円以上のキャッシュバック)が多数見受けられた。さらに、複数台もの解約済みの未使用機種を買取専門業者に買い取ってもらうことによって、さらなる利益を得るケースもある。
この他、端末代金や利用料の割引など、間接的なキャッシュバック目当てに行われる場合もある。
これらによって会社側は利益を維持するために通信費を上げざるを得ず、結果的に消費者にとっての負担が増すデメリットもはらんでいる。
こうした事例を受けて、日本政府側も事態を問題視し、各社に是正を指示するなどの対応を行い、NTTドコモでは2015年9月から短期間に端末の購入を繰り返すユーザーに対しては割引を適用しないというルールが設けられた。